# Pemphixina pyxidata
Pemphixina pyxidata är en armfotingsart som först beskrevs av Davidson 1880.  Pemphixina pyxidata ingår i släktet Pemphixina och familjen Hemithirididae. Inga underarter finns listade i Catalogue of Life.